# 쿠가몬
쿠가몬(KUWAGAMON, クワガーモン)은 디지몬 시리즈에서 등장하는 가공의 생명체이며 곤충형 디지몬이다. 필살기는 시저 암즈 (가위 손)이다.